# Burgos CF
Burgos Club de Fútbol, S.A.D. là một đội bóng đá Tây Ban Nha có trụ sở tại Burgos, trong cộng đồng tự trị Castilla và León.
Đội hiện đang thi đấu ở Segunda División, và tổ chức các trận đấu trên sân nhà tại sân vận động El Plantío với sức chứa 12.646 chỗ ngồi.
Đội Burgos CF ban đầu bị giải thể vào năm 1983 sau khi vỡ nợ do bị xuống hạng từ giải hạng nhất năm 1980. Còn đội Burgos CF hiện nay được thành lập vào năm 1985 dưới tên Club Deportivo Burgos Club de Fútbol, mặc dù đội chỉ bắt đầu thi đấu vào năm 1994.

## Cầu thủ

### Đội hình hiện tại
Tính đến ngày 9/1/2024.
Ghi chú: Quốc kỳ chỉ đội tuyển quốc gia được xác định rõ trong điều lệ tư cách FIFA. Các cầu thủ có thể giữ hơn một quốc tịch ngoài FIFA.
| Số | VT | Quốc gia    | Cầu thủ                             |
| -- | -- | ----------- | ----------------------------------- |
| 1  | TM | Pháp        | Loïc Badiashile                     |
| 2  | HV | Tây Ban Nha | Borja González                      |
| 4  | HV | Colombia    | Anderson Arroyo (mượn từ Liverpool) |
| 5  | TV | Tây Ban Nha | Miguel Atienza                      |
| 6  | HV | Tây Ban Nha | Raúl Navarro (đội phó)              |
| 7  | TĐ | Tây Ban Nha | Dani Ojeda                          |
| 8  | TV | Tây Ban Nha | Ander Martín                        |
| 9  | TĐ | Tây Ban Nha | Fer Niño                            |
| 10 | TĐ | Tây Ban Nha | Álex Bermejo                        |
| 11 | TĐ | Tây Ban Nha | Álex Sancris                        |
| 12 | TV | Martinique  | Kévin Appin                         |

| Số | VT | Quốc gia    | Cầu thủ                               |
| -- | -- | ----------- | ------------------------------------- |
| 13 | TM | Tây Ban Nha | José Antonio Caro                     |
| 14 | HV | Tây Ban Nha | Unai Elgezabal (đội trưởng)           |
| 16 | TV | Tây Ban Nha | Curro Sánchez                         |
| 18 | HV | Tây Ban Nha | Aitor Córdoba (đội phó thứ 2)         |
| 19 | TĐ | Tây Ban Nha | Edu Espiau                            |
| 20 | HV | Tây Ban Nha | Grego Sierra                          |
| 21 | TV | Tây Ban Nha | Joni Montiel (mượn từ Rayo Vallecano) |
| 22 | TV | Tây Ban Nha | Mumo Muñoz (đội phó thứ 3)            |
| 23 | HV | Tây Ban Nha | José Matos                            |
| 24 | HV | Montenegro  | Esteban Saveljich                     |